# Klaus-Jürgen Grünke
Klaus-Jürgen Grünke (Bad Lauchstädt, 30 marzo 1951) è un ex pistard tedesco, medaglia d'oro nel chilometro a cronometro ai Giochi olimpici 1976 a Montréal.
Nel 1975 a Rocourt vinse il titolo mondiale nella stessa specialità.